# 史蒂文·J·奥斯特罗
史蒂文·J·奥斯特罗（1946年3月9日—2008年12月15日）是一位美国天文学家，专攻雷達天文學，任职于NASA的喷气推进实验室，小行星3169以其姓氏命名。